# Samolot do Londynu (Teatr Telewizji 1964)
Samolot do Londynu – spektakl Teatru Telewizji z cyklu Teatru Sensacji "Kobra" z 1964 roku w reż. Józefa Słotwińskiego. Adaptacja powieści Joe Alexa pod tytułem "Piekło jest we mnie".

## Opis fabuły
Na pokładzie samolotu lecącego z Johannesburga do Londynu zostaje skrycie zamordowany przedstawiciel południowoafrykańskiej kampanii zajmującej się wydobywaniem diamentów, Richard Knox. Pośród pasażerów znajduje się ekspert Scotland Yardu, który natychmiast rozpoczyna śledztwo. Pośród kilku potencjalnych podejrzanych, takich jak była żona zamordowanego lub świeżo wypuszczony z więzienia Roberts – ofiara machlojek Knoxa – dość szybko, dzięki żelaznej dedukcji wykrywa sprawcę. Okazuje się nim być stewardesa, bowiem tylko ona wiedziała, że zamordowany będzie leciał akurat tym lotem i mogła zaplanować zbrodnię. Była ona wspólniczką Knoxa, pomagającą mu w przemycie kradzionych w firmie diamentów, a jej motywem chęć pozbycia się wspólnika i zagarnięcia kolejnej partii przemycanych kamieni. Zdemaskowana przez inteligentnego Alexa, mając w perspektywie szubienicę, niespodziewanie dla wszystkich wyskakuje z samolotu, wybierając samobójstwo.

## Obsada aktorska
- Mariusz Dmochowski – Joe Alex
- Stanisław Winczewski – Richard Knox
- Jan Gorzkowski(inne języki) – George Borclay
- Danuta Szaflarska – stewardesa
- Igor Śmiałowski – kapitan samolotu
- Zygmunt Kacprowski – radiotelegrafista
- Tadeusz Kosudarski – Jack "Fighter"
- Czesław Roszkowski – Sam Hollow
- Janina Niczewska – Agnes Knox
- Alicja Świderska – Isabelle Linton
- August Kowalczyk – Horacy Roberts
- Stefan Brem – celnik